# Liste der Stolpersteine in der Provinz Antwerpen

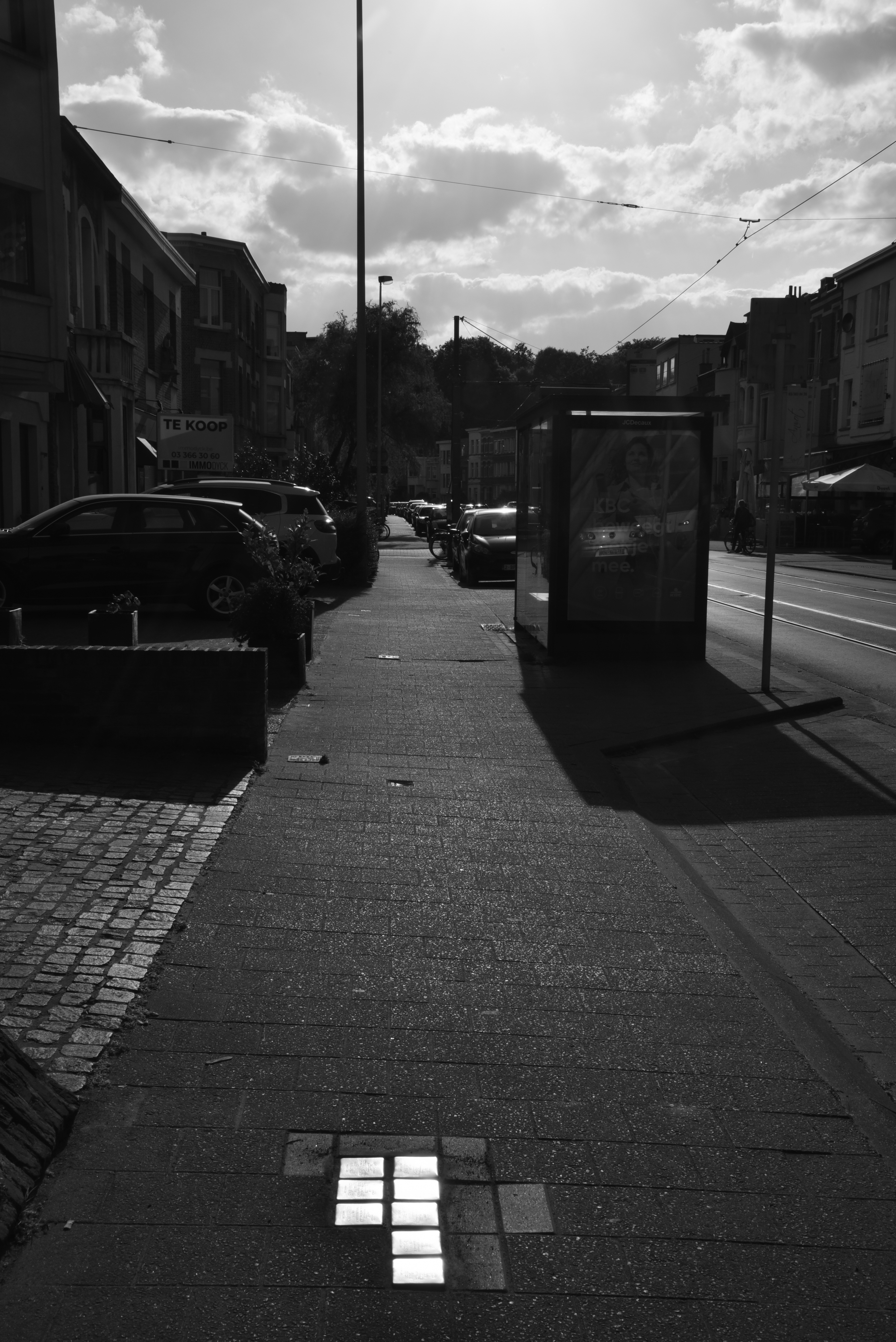
Stolpersteine in Deurne

Die Liste der Stolpersteine in der Provinz Antwerpen listet alle Stolpersteine in der belgischen Provinz Antwerpen, Teil Flanderns, auf. Stolpersteine erinnern an das Schicksal der Menschen, die von den Nationalsozialisten ermordet, deportiert, vertrieben oder in den Suizid getrieben wurden. Die Stolpersteine wurden vom Kölner Künstler Gunter Demnig konzipiert und werden im Regelfall von ihm selbst verlegt.
Die Stolpersteine werden auf Flämisch struikelstenen genannt, auf Französisch pavés de mémoire (Erinnerungssteine). Sie liegen vor dem letzten frei gewählten Wohnort des Opfers. Die Verlegungen werden durch die Association pour la Mémoire de la Shoah (Vereinigung zur Erinnerung an die Shoah, AMS) in Brüssel initiiert.

## Verlegte Stolpersteine
Die Liste ist noch nicht vollständig.

### Antwerpen
Es wurden zahlreiche Stolpersteine für Antwerpen hergestellt, die aufgrund fehlender Genehmigung durch die Stadtverwaltung nicht verlegt werden konnten. Diese Stolpersteine befinden sich in den Räumen der Association pour la Mémoire de la Shoah in Brüssel und wurden bereits mehrfach ausgestellt. Die erste Verlegung fand im Januar 2018 statt, ohne Genehmigung der Stadtverwaltung. Mitte 2018 änderte die Stadtverwaltung ihre Meinung und gestattet seither Verlegungen. Im März 2019 wurden 30 Stolpersteine verlegt. Seither finden regelmäßig Verlegungen von Stolpersteinen in Antwerpen statt.
| Stolperstein | Übersetzung | Verlegeort                           | Name, Leben |
| ------------ | --- | ------------------------------------ | --- |
|              | HIER WOHNTE CATHARINA ALDEWERELD GEB. 1904 VERHAFTET 28.8.1942 INTERNIERT MECHELEN DEPORTIERT 1942 AUSCHWITZ ERMORDET                                                                   | Oude Donklaan 97 Deurne              | Catharina Aldewereld (1904-1942/45)                                                                                                   |
|              | HIER WOHNTE HANS AMENT GEB. 1934 IN ÖSTERREICH FESTGENOMMEN 6.4.1944 IZIEU INTERNIERT IN MONTLUC, DRANCY DEPORTIERT 30.5.1944 ERMORDET AUSCHWITZ                                        | Lange Leemstraat 257 Haringrode      | Hans Ament |
|              | HIER WOHNTE SALOMON BIRNZWEIG GEB. 1883 FESTGENOMMEN 16.6.1943 INTERNIERT IN MECHELEN DEPORTIERT 1943 AUSCHWITZ ERMORDET                                                                | Lange Kievitstraat 62                | Salomon Birnzweig |
|              | HIER WOHNTE ESTER BIRNZWEIG-ECHT GEB. 1885 FESTGENOMMEN 16.6.1943 INTERNIERT IN MECHELEN DEPORTIERT 1943 AUSCHWITZ ERMORDET                                                             | Lange Leemstraat 12                  | Ester Birnzweig-Echt |
|              | HIER WOHNTE ABRAHAM EIZIK-ALBERT BORUCHOWITCH GEB. 1887 RUSSLAND ANGEHALTEN 11.9.1942 INTERNIERT MECHELEN DEPORTIERT 1942 AUSCHWITZ ERMORDET 11.10.1942                                 | Lange Leemstraat 12                  | Abraham Eizik-Albert Boruchowitch (1887-1942)                                                                                         |
|              | HIER WOHNTE GRIETJE BOAS GEB. 1898 VERHAFTET 28.8.1942 INTERNIERT MECHELEN DEPORTIERT 1942 AUSCHWITZ ERMORDET 8.9.1942                                                                  | Confortalei 184 Deurne               | Grietje Boas (1898—1942) |
|              | HIER WOHNTE PESA BRUCHES GEB. 1902 INTERNIERT MECHELEN DEPORTIERT 1942 AUSCHWITZ ERMORDET 2.9.1942                                                                                      | De Berlaimontstraat 14 Deurne        | Pesa Bruches (1902-1942) |
|              | HIER WOHNTE CHANA CIESZKOWSKA GEB. 1900 VERHAFTET SEPT. 1942 BRÜSSEL INTERNIERT MECHELEN DEPORTIERT 1942 AUSCHWITZ ERMORDET                                                             | Ten Eekhovelei 337 Deurne            | Chana Cieszkowska (1900-1942/45) |
|              | HIER WOHNTE BETSY COHEN GEB. 1934 VERHAFTET 28.8.1942 INTERNIERT MECHELEN DEPORTIERT 1942 AUSCHWITZ ERMORDET 11.9.1942                                                                  | Oude Donklaan 97 Deurne              | Betsy Cohen (1934-1942) |
|              | HIER WOHNTE HERSCH MOZES COHEN GEB. 1905 INTERNIERT DEPORTIERT 1942 AUS DER KASERNE DOSSIN ERMORDET AUSCHWITZ                                                                           | 17 Aldelbert Kennisplein Deurne      | Hersch Mozes Cohen (1905-1942/45) |
|              | HIER WOHNTE ISAAC COHEN GEB. 1929 VERHAFTET 28.8.1942 INTERNIERT MECHELEN DEPORTIERT 1942 AUSCHWITZ ERMORDET 11.9.1942                                                                  | Oude Donklaan 97 Deurne              | Isaac Cohen (1905-1942) |
|              | HIER WOHNTE MAURICE COHEN GEB. 1935 INTERNIERT DEPORTIERT 1942 AUS DER KASERNE DOSSIN ERMORDET 14.8.1942 AUSCHWITZ                                                                      | 17 Aldelbert Kennisplein Deurne      | Maurice Cohen (1935-1942) |
|              | HIER WOHNTE SAMSON COHEN GEB. 1904 ZWANGSARBEIT FRANKREICH INTERNIERT MECHELEN DEPORTIERT 1942 AUSCHWITZ ERMORDET 1.12.1942                                                             | Oude Donklaan 97 Deurne              | Samson Cohen (1904-1942) |
|              | HIER WOHNTE LOUIS DE HOUWER GEB. 1909 WIDERSTANDSKÄMPFER FESTGENOMMEN 25.9.1942 INTERNIERT IN BREENDONK ERMORDET 27.11.1942                                                             | Meeuwenhoflei 121 Deurne             | Louis De Houwer |
|              | HIER WOHNTE ALIDA DE VRIES GEB. 1909 INTERNIERT DEPORTIERT 1942 AUS DER KASERNE DOSSIN ERMORDET AUSCHWITZ                                                                               | 17 Aldelbert Kennisplein Deurne      | Alida De Vries (1909-1942/45) |
|              | HIER WOHNTE LUCIENNE FRIEDLER GEB. 1939 FESTGENOMMEN 6.4.1944 IZIEU INTERNIERT IN MONTLUC, DRANCY DEPORTIERT 30.6.1944 ERMORDET AUSCHWITZ                                               | Van Luppenstraat 52                  | Lucienne Friedler |
|              | HIER WOHNTE MEYER GLIKSBERG GEB. 1892 IN POLEN ORGANISATION TODT ATLANTIKWALL INTERNIERT IN MECHELEN DEPORTIERT 1942 AUSCHWITZ ERMORDET                                                 | Lange Kievitstraat 73                | Meyer Gliksberg |
|              | HIER WOHNTE MOSES AVRAHAM GÖTZ GEB. 1898 VERHAFTET 16.12.1941 ANHALTUNG IN SAINT-GILLES BREENDONCK-MECHELEN DEPORTIERT 1943 AUSCHWITZ ERMORDET                                          | Arendstraat 35                       | Moses Avraham Götz |
|              | HIER WOHNTE DINA GULDEN GEB. 1927 INTERNIERT MECHELEN DEPORTIERT 1942 AUSCHWITZ ERMORDET 2.9.1942                                                                                       | De Berlaimontstraat 14 Deurne        | Dina Gulden (1927-1942) |
|              | HIER WOHNTE MAYER GULDEN GEB. 1902 VERHAFTET 5.8.1942 ZWANGSARBEIT FRANKREICH INTERNIERT MECHELEN DEPORTIERT 1942 AUF TRANSPORT ENTKOMMEN GETÖTET 27.11.1944 V2-BOMBARDIERUNG ANTWERPEN | De Berlaimontstraat 14 Deurne        | Mayer Gulden (1902-1944) |
|              | HIER WOHNTE MOZES-ARON GULDEN GEB. 1932 INTERNIERT MECHELEN DEPORTIERT 1942 AUSCHWITZ ERMORDET 2.9.1942                                                                                 | De Berlaimontstraat 14 Deurne        | Mozes-Aron Gulden (1932-1942) |
|              | HIER WOHNTE SENDER HABER GEB. 1890 VERHAFTET 21.1.1943 INTERNIERT MECHELEN DEPORTIERT AUSCHWITZ ERMORDET 22.4.1943                                                                      | Cruyslei 88 Deurne                   | Sender Haber (1890-1943) |
|              | HIER WOHNTE SONJA HABER GEB. 1926 VERHAFTET 21.1.1943 INTERNIERT MECHELEN DEPORTIERT AUSCHWITZ ERMORDET 22.4.1943                                                                       | Cruyslei 88 Deurne                   | Sonja Haber (1926-1943) |
|              | HIER WOHNTE CHARLOTTE HAMBURGER GEB. 1907 FESTGENOMMEN INTERNIERT IN MECHELEN DEPORTIERT 1942 AUSCHWITZ ERMORDET                                                                        | Meeuwenhoflei 121 Deurne             | Charlotte Hamburger |
|              | HIER WOHNTE ELIEZER (LEON) HELFGOTT GEB. 1919 WIDERSTANDSKÄMPFER VERHAFTET 8.1940 DEPORTIERT ERMORDET MAI 1943 AUSCHWITZ                                                                | Borgerhout, Moorkensplein 2          | Eliezer (Leon) Helfgott |
|              | HIER WOHNTE SIMON HELFGOTT GEB. 1920 WIDERSTANDSKÄMPFER ERMORDET 23.4.1943 DEURNE | Borgerhout, Moorkensplein 2          | Simon Helfgott |
|              | HIER WOHNTE HARTOG HILLESUM GEB. 28.7.1938 VERHAFTET 28.9.1942 SIC! INTERNIERT MECHELEN DEPORTIERT 1942 AUSCHWITZ ERMORDET 8.9.1942                                                     | Cruyslei 88 Deurne                   | Hartog Hillesum (1938-1942) - Stolpersteindaten unkorrekt, 28.8.1942 für Verhaftung, auch Todesdatum falsch, Mechelentransport 8.9.42 |
|              | HIER WOHNTE JOËL HILLESUM GEB. 1910 ZWANGSARBEIT FRANKREICH INTERNIERT MECHELEN DEPORTIERT 1942 AUSCHWITZ ERMORDET 31.10.1942                                                           | Cruyslei 88 Deurne                   | Joël Hillesum (1910-1942) |
|              | HIER WOHNTE MARIANNE HILLESUM GEB. 25.4.1937 VERHAFTET 28.8.1942 INTERNIERT MECHELEN DEPORTIERT 1942 AUSCHWITZ ERMORDET 8.9.1942                                                        | Cruyslei 88 Deurne                   | Marianne Hillesum (1937-1942) |
|              | HIER WOHNTE REBECCA HILLESUM GEB. 25.4.1937 VERHAFTET 28.8.1942 INTERNIERT MECHELEN DEPORTIERT 1942 AUSCHWITZ ERMORDET 8.9.1942                                                         | Cruyslei 88 Deurne                   | Rebecca Hillesum (1937-1942) |
|              | HIER WOHNTE VIGDOR GETZEL HOLLANDER GEB. 1887 VERHAFTET 12.9.1942 ANHALTUNG IN MECHELEN DEPORTIERT 1942 AUSCHWITZ ERMORDET                                                              | Uitbreidingstraat 564 Berchem        | Vigdor Getzel Hollander |
|              | HIER WOHNTE CLARA HUIJSMAN GEB. 1893 INTERNIERT MECHELEN DEPORTIERT 1942 AUSCHWITZ ERMORDET 1943                                                                                        | Te Couwelaarlei 31 Deurne            | Clara Huijsman (1893—1943) |
|              | HIER WOHNTE ZELIK KAGAN GEB. 1924 POLEN ORGANISATION TODT 1942 ÜBERSTELLT 29.10.1942 MECHELEN DEPORTIERT 1942 AUSCHWITZ ERMORDET                                                        | Velodroomstraat 5                    | Zelik Kagan (1924-1942/45) |
|              | HIER WOHNTE MORITZ KULIASKO GEB. 1907 VERHAFTET APRIL 1944 BRÜSSEL INTERNIERT MECHELEN DEPORTIERT 1944 AUSCHWITZ ERMORDET                                                               | Herentalsebaan 164 Deurne            | Moritz Kuliasko (1907-1944/45) |
|              | HIER WOHNTE PHILIPPE LEEMANS GEB. 1924 IM WIDERSTAND FESTGENOMMEN 27.6.1943 DEPORTIERT 1943 THERESIENSTADT ERMORDET MAI 1945                                                            | Transvaalstraat 19                   | Philippe Leemans (1924-1945) |
|              | HIER WOHNTE MORDKA-JACOB LIEBERMAN GEB. 1882 IN POLEN FESTGENOMMEN 21.10.1942 INTERNIERT IN MECHELEN DEPORTIERT 1942 AUSCHWITZ ERMORDET                                                 | Kleine Beerstraat 15                 | Mordka-Jacob Lieberman |
|              | HIER WOHNTE MALKA LIEBERMAN-ZIN GEB. 1882 IN POLEN FESTGENOMMEN 21.10.1942 INTERNIERT IN MECHELEN DEPORTIERT 1942 AUSCHWITZ ERMORDET                                                    | Kleine Beerstraat 15                 | Malka Lieberman-Zin |
|              | HIER WOHNTE PAUL LIPSCHITZ GEB. 1892 FESTGENOMMEN 11.1.1943 INTERNIERT IN MECHELEN DEPORTIERT 1943 AUSCHWITZ ERMORDET                                                                   | Lamorinièrestraat 66                 | Paul Lipschitz |
|              | HIER WOHNTE FLORIE LIPSCHITZ SHERMAN GEB. 1897 FESTGENOMMEN 11.1.1943 INTERNIERT IN MECHELEN DEPORTIERT 1943 AUSCHWITZ ERMORDET                                                         | Lamorinièrestraat 66                 | Florie Lipschitz-Sherman |
|              | HIER WOHNTE CHAJA RIWKA LIPSZYC GEB. 1890 POLEN FESTGENOMMEN 3.9.1943 INTERNIERT DOSSIN MECHELEN ABTRANSPORTIERT 22.9.1943 ERMORDET AUSCHWITZ                                           | Velodroomstraat 5                    | Chaja Riwka Lipszyc (1890-1943/45) |
|              | HIER WOHNTE LEJA RIWKA LIPSZYC GEB. 1895 POLEN FESTGENOMMEN 12.8.1942 INTERNIERT DOSSIN MECHELEN ABTRANSPORTIERT 15.8.1942 ERMORDET AUSCHWITZ                                           | Velodroomstraat 5                    | Leja Riwka Lipszyc (1895-1942/45) |
|              | HIER WOHNTE FRIMET LÖW GEB. 1895 VERHAFTET 21.1.1943 INTERNIERT MECHELEN DEPORTIERT AUSCHWITZ ERMORDET 22.4.1943                                                                        | Cruyslei 88 Deurne                   | Frimet Löw (1895-1943) |
|              | HIER WOHNTE JETTE MAHLER-POSER GEB. 1858 POLEN FESTGENOMMEN 22.9.1942 INTERNIERT MECHELEN DEPORTIERT 1942 AUSCHWITZ ERMORDET                                                            | Kipdorpvest 46                       | Jette Mahler-Poser (1858-1942/45) |
|              | HIER WOHNTE REIZEL RIFKA MARGULIES-GROSS GEB. 1867 POLEN FESTGENOMMEN 22.9.1942 INTERNIERT MECHELEN DEPORTIERT 1942 AUSCHWITZ ERMORDET                                                  | Kipdorpvest 46                       | Rosa Reisel Margulis-Gross (1867-1942/45), auch Ryfka bzw. Rifka                                                                      |
|              | HIER WOHNTE ROSA FRIEDA MENDELSOHN GEB. 1931 VERHAFTET SEPT. 1942 BRÜSSEL INTERNIERT MECHELEN DEPORTIERT 1942 AUSCHWITZ ERMORDET                                                        | Ten Eekhovelei 337 Deurne            | Rosa Frieda Mendelsohn (1931-1942/45)                                                                                                 |
|              | HIER WOHNTE SZAJNDLA MENDELSOHN GEB. 1926 VERHAFTET SEPT. 1942 BRÜSSEL INTERNIERT MECHELEN DEPORTIERT 1942 AUSCHWITZ ERMORDET                                                           | Ten Eekhovelei 337 Deurne            | Szajndla Mendelsohn (1926-1942/45) |
|              | HIER WOHNTE SZMUL MENDELSOHN GEB. 1927 VERHAFTET SEPT. 1942 BRÜSSEL INTERNIERT MECHELEN DEPORTIERT 1942 AUSCHWITZ ERMORDET                                                              | Ten Eekhovelei 337 Deurne            | Szmul Mendelsohn (1927-1942/45) |
|              | HIER WOHNTE MARCEL MERMELSTEIN GEB. 1937 FESTGENOMMEN 1944 IZIEU INTERNIERT IN MONTLUC, DRANCY DEPORTIERT 1944 ERMORDET AUSCHWITZ                                                       | Borgerhout, Marinisstraat 3          | Marcel Mermelstein |
|              | HIER WOHNTE PAULA MERMELSTEIN GEB. 1934 FESTGENOMMEN 6.4.1944 IZIEU INTERNIERT IN MONTLUC, DRANCY DEPORTIERT 20.5.1944 ERMORDET AUSCHWITZ                                               | Borgerhout, Marinisstraat 3          | Paula Mermelstein |
|              | HIER WOHNTE JOSEPH PACK GEB. 1910 IN POLEN ORGANISATION TODT SOMMER 1942 ATLANTIKWALL INTERNIERT IN MECHELEN DEPORTIERT 1942 AUSCHWITZ ERMORDET                                         | Kleine Beerstraat 15                 | Joseph Pack |
|              | HIER WOHNTE PAULA PACK GEB. 1935 FESTGENOMMEN 21.10.1942 INTERNIERT IN MECHELEN DEPORTIERT 1942 AUSCHWITZ ERMORDET                                                                      | Kleine Beerstraat 15                 | Paula Pack |
|              | HIER WOHNTE TONIA PACK GEB. 1937 FESTGENOMMEN 21.10.1942 INTERNIERT IN MECHELEN DEPORTIERT 1942 AUSCHWITZ ERMORDET                                                                      | Antwerpen, Kleine Beerstraat 15      | Tonia Pack |
|              | HIER WOHNTE MATTEL PACK-LIEBERMAN GEB. 1908 POLEN FESTGENOMMEN 21.10.1942 INTERNIERT IN MECHELEN DEPORTIERT 1942 AUSCHWITZ ERMORDET                                                     | Antwerpen, Kleine Beerstraat 15      | Mattel Pack-Lieberman |
|              | HIER WOHNTE JANETTE PLAS GEB. 1905 VERHAFTET 28.8.1942 INTERNIERT MECHELEN DEPORTIERT 1942 AUSCHWITZ ERMORDET 11.9.1942                                                                 | Eksterlaar 23 Deurne                 | Janette Plas (1905-1942) |
|              | HIER WOHNTE JAN DE RIDDER GEB. 1902 POLIZIST WIDERSTANDSKÄMPFER VERHAFTET 14.1.1944 DEPORTIERT BUCHENWALD MITTELBAU-DORA ERMORDET                                                       | Gallifortlei 244 Deurne              | Jan de Ridder |
|              | HIER WOHNTE ANNA RUTZKI GEB. 1920 FESTGENOMMEN 3.9.1943 INHAFTIERT DOSSIN MECHELEN ABTRANSPORTIERT 22.9.1943 ERMORDET AUSCHWITZ                                                         | Lange Leemstraat 144                 | Anna Rutzki |
|              | HIER WOHNTE ELIAS CHAIM RUTZKI GEB. 1884 RUSSLAND FESTGENOMMEN 3.9.1943 INHAFTIERT DOSSIN MECHELEN ABTRANSPORTIERT 22.9.1943 ERMORDET AUSCHWITZ                                         | Velodroomstraat 5                    | Elias Chaim Rutzki (1884-1943/45) |
|              | HIER WOHNTE SIEGFRIED RUTZKI GEB. 1930 FESTGENOMMEN 3.9.1943 INHAFTIERT DOSSIN MECHELEN ABTRANSPORTIERT 22.9.1943 ERMORDET AUSCHWITZ                                                    | Velodroomstraat 5                    | Siegfried Rutzki (1930-1943/45) |
|              | HIER WOHNTE ALFONS SCHNEIDER GEB. 1892 VERHAFTET 25.5.1944 BEGIJNENSTRAAT INTERNIERT BREENDONK DEPORTIERT BUCHENWALD ERMORDET 5.8.1944 DORA                                             | Lundenstraat 64 Deurne               | Alfons Schneider (1892—1944) |
|              | HIER WOHNTE ABRAHAM SEEWALD GEB. 1875 FESTGENOMMEN 28.8.1942 INTERNIERT IN MECHELEN DEPORTIERT 1942 AUSCHWITZ ERMORDET                                                                  | Confortalei 157 Deurne               | Abraham Seewald |
|              | HIER WOHNTE ESTHER SEEWALD GEB. 1915 INTERNIERT IN MECHELEN DEPORTIERT 1942 AUSCHWITZ ERMORDET                                                                                          | Confortalei 157 Deurne               | Esther Seewald |
|              | HIER WOHNTE NINA SEEWALD GEB. 1920 INTERNIERT IN MECHELEN DEPORTIERT 1942 AUSCHWITZ ERMORDET                                                                                            | Confortalei 157 Deurne               | Nina Seewald |
|              | HIER WOHNTE ROSA SEEWALD GEB. 1926 INTERNIERT IN MECHELEN DEPORTIERT 1942 AUSCHWITZ ERMORDET 14.08.1942                                                                                 | Confortalei 157 Deurne               | Rosa Seewald |
|              | HIER WOHNTE FREDERIKA SERLUI GEB. 1893 VERHAFTET 28.8.1942 INTERNIERT MECHELEN DEPORTIERT AUSCHWITZ ERMORDET 8.9.1942                                                                   | Muggenberglei 34 Deurne              | Frederika Serlui (1893—1942) |
|              | HIER WOHNTE ISAAC SERLUI GEB. 1872 DEPORTIERT 1944 BUCHENWALD ERMORDET 6.12.1944 | Waterbaan 31 Deurne                  | Isaac Serlui (1872—1944) |
|              | HIER WOHNTE HEYNOCH SMIETANA GEB. 1889 IN POLEN FESTGENOMMEN 1.8.1942 INTERNIERT IN MECHELEN DEPORTIERT 1942 AUSCHWITZ ERMORDET                                                         | Kroonstraat 205 Borgerhout           | Heynoch Smietana |
|              | HIER WOHNTE HANA TAUBA SMIETANA-STEINKELER GEB. 1899 IN POLEN FESTGENOMMEN 1.8.1942 INTERNIERT IN MECHELEN DEPORTIERT 1942 AUSCHWITZ ERMORDET                                           | Kroonstraat 205 Borgerhout           | Hana Tauba Smietana-Steinkeler |
|              | | Tramplein 2 (nicht auffindbar)       | Samuel Stern |
|              | HIER WOHNTE EVA STOKVISCH GEB. 1931 VERHAFTET 28.8.1942 INTERNIERT MECHELEN DEPORTIERT AUSCHWITZ ERMORDET 8.9.1942                                                                      | Confortalei 184 Deurne               | Eva Stokvisch (1931—1942) |
|              | HIER WOHNTE JACOB STOKVISCH GEB. 1898 ZWANGSARBEIT FRANKREICH INTERNIERT MECHELEN DEPORTIERT 1942 AUSCHWITZ ERMORDET 24.10.1942                                                         | Confortalei 184 Deurne               | Jacob Stokvisch (1898—1942) |
|              | HIER WOHNTE LEA STOKVISCH GEB. 1938 VERHAFTET 28.8.1942 INTERNIERT MECHELEN DEPORTIERT 1942 AUSCHWITZ ERMORDET 8.9.1942                                                                 | Confortalei 184 Deurne               | Lea Stokvisch (1938—1942) |
|              | HIER WOHNTE RACHEL STOKVISCH GEB. 1925 VERHAFTET 28.8.1942 INTERNIERT MECHELEN DEPORTIERT AUSCHWITZ ERMORDET 8.9.1942                                                                   | Confortalei 184 Deurne               | Rachel Stokvisch (1925—1942) |
|              | HIER WOHNTE SARA STOKVISCH GEB. 1927 VERHAFTET 28.8.1942 INTERNIERT MECHELEN DEPORTIERT AUSCHWITZ ERMORDET 8.9.1942                                                                     | Confortalei 184 Deurne               | Sara Stokvisch (1927—1942) |
|              | HIER WOHNTE MALA LEJA SUSSKIND GUTGOLD GEB. 1892 POLEN FESTGENOMMEN 6.10.1942 MECHELEN DEPORTIERT 10.10.1942 ERMORDET AUSCHWITZ                                                         | Provinciestraat 167                  | Mala Leja Susskind Gutgold |
|              | HIER WOHNTE LOUISA SWAAP GEB. 1890 VERHAFTET 28.8.1942 INTERNIERT MECHELEN DEPORTIERT AUSCHWITZ ERMORDET 11.9.1942                                                                      | Oudedonklaan 145 Deurne              | Louisa Swaap (1890—1942) |
|              | HIER WOHNTE KEYLA GITLA SZAFIRSZTEJN GEB. 1894 VERHAFTET 23.9.1940 RIVESALTES - DRANCY DEPORTIERT 1942 AUSCHWITZ ERMORDET 17.8.1942                                                     | Stoomstraat 3                        | Keyla Gitla Szafirsztejn |
|              | HIER WOHNTE WOLF SZPIGIELMAN GEB. 1883 IN POLEN FESTGENOMMEN 10.10.1942 INTERNIERT IN MECHELEN DEPORTIERT 1942 AUSCHWITZ ERMORDET                                                       | Boomgaardstraat 302                  | Wolf Szpigielman |
|              | HIER WOHNTE SURA RYWKA SZPIGIELMAN-KOLIN GEB. 1889 IN POLEN FESTGENOMMEN 10.10.1942 INTERNIERT IN MECHELEN DEPORTIERT 1942 AUSCHWITZ ERMORDET                                           | Boomgaardstraat 302                  | Sura Rywka Szpigielman-Kolin |
|              | HIER WOHNTE LACE TENNENBAUM GEB. 1878 VERHAFTET 9.1943 DEPORTIERT 1943 VON DRANCY ERMORDET AUSCHWITZ                                                                                    | Generaal Capiaumontstraat 37 Berchem | Lace Tennenbaum |
|              | HIER WOHNTE HARTOG TERTAAS GEB. 1892 ZWANGSARBEIT FRANKREICH INTERNIERT MECHELEN DEPORTIERT 1942 AUSCHWITZ ERMORDET 1943                                                                | Te Couwelaarlei 31 Deurne            | Hartog Tertaas (1892—1943) |
|              | HIER WOHNTE JACOMINA TERTAAS GEB. 1926 INTERNIERT MECHELEN DEPORTIERT 1942 AUSCHWITZ ERMORDET 1943                                                                                      | Te Couwelaarlei 31 Deurne            | Jacomina Tertaas (1926—1943) |
|              | HIER WOHNTE HERMAN TETELBAUM GEB. 1933 FESTGENOMMEN 1944 IZIEU INTERNIERT IN MONTLUC, DRANCY DEPORTIERT 13.4.1944 ERMORDET AUSCHWITZ                                                    | Somersstraat 34                      | Herman Tetelbaum |
|              | HIER WOHNTE MAX TETELBAUM GEB. 1931 FESTGENOMMEN 6.4.1944 IZIEU INTERNIERT IN MONTLUC, DRANCY DEPORTIERT 13.4.1944 ERMORDET AUSCHWITZ                                                   | Somersstraat 34                      | Max Tetelbaum |
|              | HIER WOHNTE JENNIE TRYTEL GEB. 1906 VERHAFTET 28.8.1942 INTERNIERT MECHELEN DEPORTIERT 1942 AUSCHWITZ ERMORDET 8.9.1942                                                                 | Cruyslei 86 Deurne                   | Jennie Trytel (1906—1942) |
|              | HIER WOHNTE ALEXANDER VELLEMAN GEB. 1923 ZWANGSARBEIT FRANKREICH INTERNIERT MECHELEN DEPORTIERT 1942 AUSCHWITZ, SACHSENHAUSEN, FLOSSENBÜRG UMS LEBEN GEKOMMEN 4.6.1945 OBERTRAUBLING    | Muggenberglei 34 Deurne              | Alexander Velleman (1923-1945) |
|              | HIER WOHNTE HARTOG VELLEMAN GEB. 1888 VERHAFTET 28.8.1942 INTERNIERT MECHELEN DEPORTIERT 1942 AUSCHWITZ ERMORDET 8.9.1942                                                               | Muggenberglei 34 Deurne              | Hartog Velleman (1888-1942) |
|              | HIER WOHNTE ISAAC VELLEMAN GEB. 1920 ZWANGSARBEIT FRANKREICH INTERNIERT MECHELEN DEPORTIERT 1942 AUSCHWITZ ERMORDET 24.10.1942                                                          | Muggenberglei 34 Deurne              | Isaac Velleman (1920-1942) |
|              | HIER WOHNTE LOUIS VELLEMAN GEB. 1928 VERHAFTET 28.8.1942 INTERNIERT MECHELEN DEPORTIERT 1942 AUSCHWITZ ERMORDET 8.9.1942                                                                | Muggenberglei 34 Deurne              | Louis Velleman (1928-1942) |
|              | HIER WOHNTE MARTHA VELLEMAN GEB. 1916 INTERNIERT MECHELEN DEPORTIERT 1942 AUSCHWITZ ERMORDET 29.8.1942                                                                                  | Muggenberglei 34 Deurne              | Martha Velleman (1916-1942) |
|              | HIER WOHNTE ROZA VELLEMAN GEB. 1918 INTERNIERT MECHELEN DEPORTIERT 1942 AUSCHWITZ ERMORDET 29.8.1942                                                                                    | Muggenberglei 34 Deurne              | Roza Velleman (1918-1942) |
|              | HIER WOHNTE DAVID VIEYRA GEB. 1909 VERHAFTET 28.8.1942 INTERNIERT MECHELEN DEPORTIERT 1942 AUSCHWITZ ERMORDET                                                                           | Eksterlaar 23 Deurne                 | David Vieyra (1909-1942/45) |
|              | HIER WOHNTE ESTHER VIEYRA GEB. 1936 VERHAFTET 28.8.1942 INTERNIERT MECHELEN DEPORTIERT AUSCHWITZ ERMORDET 11.9.1942                                                                     | Eksterlaar 23 Deurne                 | Esther Vieyra (1936-1942) |
|              | HIER WOHNTE MAURICE VIEYRA GEB. 1938 VERHAFTET 28.8.1942 INTERNIERT MECHELEN DEPORTIERT AUSCHWITZ ERMORDET 11.9.1942                                                                    | Eksterlaar 23 Deurne                 | Maurice Vieyra (1938-1942) |
|              | HIER WOHNTE NATHAN-ARON WOLF GEB. 193? VERHAFTET 16.8.1942 INTERNIERT IN MECHELEN DEPORTIERT 1942 AUSCHWITZ ERMORDET 20.8.1942                                                          | Borgerhout, Kroonstraat              | Nathan-Aron Wolf |
|              | HIER WOHNTE RENÉE WOLF GEB. 193? VERHAFTET 16.8.1942 INTERNIERT IN MECHELEN DEPORTIERT 1942 AUSCHWITZ ERMORDET 20.8.1942                                                                | Borgerhout, Kroonstraat              | Renée Wolf |
|              | HIER WOHNTE ROSA WOLF- MARINOWER GEB. 1914 VERHAFTET 1?.8.1942 INTERNIERT IN MECHELEN DEPORTIERT 1942 AUSCHWITZ ERMORDET 20.8.1942                                                      | Borgerhout, Kroonstraat              | Rosa Wolf-Marinower |
|              | HIER WOHNTE NICO DAVID WORKUM GEB. 1907 NIEDERLANDE FESTGENOMMEN 2.9.1942 INHAFTIERT DOSSIN MECHELEN ABTRANSPORTIERT 22.9.1943 ERMORDET AUSCHWITZ                                       | Lange Leemstraat 144                 | Nico David Workum (1907-1943/45) |
|              | HIER WOHNTE EMILE ZUCKERBERG GEB. 1938 VERHAFTET 6.4.1944 IZIEU INTERNIERT MONTLUC, DRANCY DEPORTIERT 15.4.1944 ERMORDET AUSCHWITZ                                                      | Pretoriastraat 30                    | Émile Zuckerberg |

### Herentals
In Herentals liegen zwölf Stolpersteine, sie befinden sich an elf Adressen.
| Stolperstein | Übersetzung                                                                                                | Verlegeort                         | Name, Leben                   |
| ------------ | --- | ---------------------------------- | ----------------------------- |
|              | HIER WOHNTE HENDRIK AERTS GEB. 1925 WIDERSTANDSKÄMPFER VERHAFTET 19.6.1943 ERMORDET 21.12.1944 GROSS-ROSEN | Markgravenstraat 93 Herentals      | Hendrik Aerts (1925–1944)     |
|              | HIER WOHNTE JOZEF AERTS GEB. 1921 WIDERSTANDSKÄMPFER VERHAFTET 16.3.1943 ERMORDET 12.4.1945 OFFENBURG      | Markgravenstraat 93 Herentals      | Jozef Aerts (1921–1945)       |
|              | HIER WOHNTE LÉON PUYENBROECK GEB. 1899 WIDERSTANDSKÄMPFER VERHAFTET 14.7.1944 ERMORDET 4.4.1945 OHRDRUF    | St.-Waldetrudisstraat 96 Herentals | Léon Puyenbroeck (1899–1945)  |
|              | HIER WOHNTE FRANS VAN LOY GEB. 1896 WIDERSTANDSKÄMPFER VERHAFTET 29.8.1944 ERMORDET 23.12.1944 SCHANDELAH  | Lichtaartseweg 114 Herentals       | Frans van Loy (1896–1944)     |
|              | | Begijnenstraat 27 Herentals        | Alfred Caers (1925–1945)      |
|              | | Zavelstraat 55 Herentals           | August Cloots (1924–1944)     |
|              | | Hikstraat 11 Herentals             | Willy De Milliano (1909–1944) |
|              | | Hikstraat 12 Herentals             | Frans Jonghbloed (1925–1945)  |
|              | | Haanheuvel 3 Herentals             | August Lambrechts (1923–1945) |
|              | | Poederleeseweg 15 Herentals        | Gustaff Leysen (1926–1945)    |
|              | | Kerkstraat 4 Herentals             | Ernest Steurs (1899–1944)     |
|              | | Poel 10 Herentals                  | Frans Wuyts (1925–1945)       |

### Mol
In Mol wurden bisher zwei Stolpersteine verlegt.
| Stolperstein | Übersetzung | Verlegeort | Name, Leben      |
| ------------ | --- | ---------- | ---------------- |
|              | HIER WOHNTE ABRAHAM GRYNBAUM GEB. 1925 VERHAFTET 9.6.1943 INTERNIERT MECHELEN DEPORTIERT 1943 AUSCHWITZ ERMORDET 1943 | Markt 28   | Abraham Grynbaum |
|              | HIER WOHNTE DAVID GRYNBAUM GEB. 1927 VERHAFTET 9.6.1943 INTERNIERT MECHELEN DEPORTIERT 1943 AUSCHWITZ ERMORDET 1943   | Markt 28   | David Grynbaum   |

## Verlegedaten
- 17. April 2014: Mol
- 11. Februar 2018: Antwerpen ((Pretoriastraat 30, Stomstraat 3))
- 5. März 2019: Antwerpen (30 Stolpersteine)